# بازی‌های بین‌المللی ۱۹۰۶
بازی‌های بین‌المللی ۱۹۰۶ (انگلیسی: 1906 Intercalated Games) یک رویداد چندورزشی بود که در سال ۱۹۰۶ در شهر آتن کشور یونان برگزار شد. این بازی‌ها توسط کمیته ملی المپیک به عنوان دومین بازهی بین االملی المپیک در آتن شناخته می‌شود.
گرچه مدالهایی در این دوره از بازی‌ها توزیع شدند، ولی این مدالها امروزه مورد تأیید رسمی کمیته ملی المپیک قرار نگرفته‌استو در موزه المپیک که در شهر لوزان سوییس قرار دارد نیز به نمایش در نیامده‌اند.

## بازی‌ها

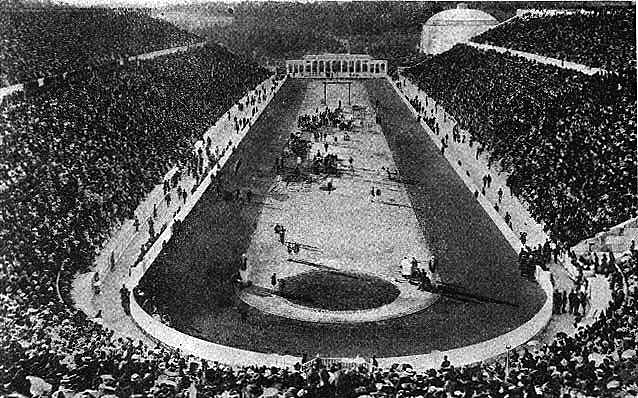
ورزشگاه پاناتینایکو در سال ۱۹۰۶

بازی‌های بین‌المللی ۱۹۰۶ از تاریخ ۲۲ آوریل تا ۲ مه در ورزشگاه پاناتینایکو شهر آتن برگزار شدند. این ورزشگاه پیشتر نیز میزبان رقابت‌های المپیک سال ۱۸۹۶ بوده‌است.